# Hypseocharis pimpinellifolia
Hypseocharis pimpinellifolia là một loài thực vật có hoa trong họ Mỏ hạc. Loài này được Remy mô tả khoa học đầu tiên năm 1847.